# Sete da vampira
Sete da vampira è un film horror del 1998 prodotto e diretto da Roger A. Fratter.
Prima lungometraggio scritto e diretto da Roger A. Fratter, riprende il personaggio vampiresco di Carmilla, liberamente ispirato al romanzo di Le Fanu. Il film, sia per le tematiche che lo stile di regia, contiene omaggi e richiami agli horror italiani degli anni settanta, in particolare al lavoro di Joe D'Amato, ed è considerato un esempio di cinema trash.

## Trama
Carmilla è una vampira che ha bisogno di sangue umano per continuare a vivere; Marco è un artista che dopo aver visto Carmilla nei suoi sogni ne è ossessionato.

## Produzione
Il film è stato girato con un budget ridotto, completamente in digitale e con attori non professionisti, come consuetudine per i lavori di Roger Fratter.

## Distribuzione
Il film è stato distribuito inizialmente per il mercato home-video in VHS nel 1998 da Nocturno Cinema. Nel 2005 è stato pubblicato in DVD in edizione rimasterizzata e con scene inedite da Beat Records Company. Il film è stato distribuito nei paesi anglofoni con il titolo di She: the Vampire o Vampire's Thirst.